# Эгурен, Себастьян
Себастья́н Эгу́рен Леде́сма (исп. Sebastián Eguren Ledesma; род. 8 января 1981[…], Монтевидео) — уругвайский футболист, выступавший на позиции полузащитника; тренер.

## Биография

### Клубная карьера
Себастьян Эгурен начал карьеру в клубе «Монтевидео Уондерерс», где он играл с 1999 по 2002 год, затем выступал за «Данубио» с 2002 по 2003 год, «Насьональ» с 2003 по 2004 год. 12 февраля 2004 года после матче с эквадорским клубом «Эль Насьональ» на Кубок Либертадорес, завершившийся вничью 0:0, допинг-тест Эгурена дал положительный результат на кокаин, за что футболиста отстранили от футбола на полгода. Сам футболист обвинил в результате чай из коки, который был прописан в качестве лекарства для облегчения нахождения на высоте (Кито находится на 2800 метров над уровнем моря).
В июле 2005 года Эгурен перешёл в норвежский «Русенборг» за 125 тыс. евро, вместе с соотечественником Алехандро Лаго, но уже в феврале 2006 года был отправлен в запас новым тренером клуба Пером-Матиасом Хёгмо, а затем был отдан в аренду в «Монтевидео Уондерерс» до 1 июля того же года. После окончания сезона Эгурен перешёл на правах аренды в шведский клуб «Хаммарбю», который уже после полугода, 5 декабря, выкупил трансфер футболиста, подписав контракт с уругвайцем на три года, и отдал взамен «Русенборгу» Фредрика Стоора.
30 января 2008 года Эгурен был арендован испанским «Вильярреалом» до конца сезона, в мае 2008 года «Вильярреал» принял решение выкупить трансфер уругвайца за 1,3 млн евро, подписав с ним 3-летний контракт. 27 января 2010 года «Вильярреал» отдал Эгурена в аренду итальянскому клубу «Лацио», но сделка сорвалась из-за неудовлетворительных результатов медицинского обследования футболиста.
19 февраля 2010 года подписал контракт сроком до 30 июня 2010 года со стокгольмским АИКом. Болельщики «Хаммарбю» восприняли переход своего бывшего кумира в стан злейших врагов как предательство. 10 марта 2010 года 16 фанатов «Хаммарбю» ворвались на тренировку АИКа и угрожали Эгурену. В первом матче Эгурена за АИК был выигран Суперкубок Швеции. В матче второго тура чемпионата-2010 против «Броммапойкарна» Эгурен был удалён с поля и дисквалифицирован на 2 игры. За три месяца Эгурен провёл за АИК восемь официальных матчей.
8 июля 2010 года перешёл в испанский клуб «Спортинг» (Хихон), контракт с которым был рассчитан на три года.
В 2012 году Себастьян вернулся в Южную Америку. С «Либертадом» уругваец завоевал титул чемпиона Парагвая 2012 (Клаусура). В 2013 году Эгурен стал игроком «Палмейраса», и в том же году помог зелёным выиграть бразильскую Серию B и вернуться в элитный дивизион. После полугодового пребывания в аргентинском «Колоне», в середине 2015 года Эгурен вернулся на родину, возвратившись в «Насьональ». С «трёхцветными» Себастьяну не удалось стать чемпионом Уругвая, но в розыгрыше Кубка Либертадорес 2016 команда выступила весьма успешно, лишь в серии пенальти уступив в четвертьфинале аргентинской «Боке Хуниорс».
После окончания сезона 2015/16 Себастьян Эгурен объявил о завершении карьеры футболиста. Сразу же после этого он присоединился к тренерскому штабу «Насьоналя», став помощником Мартина Ласарте.

### Международная карьера
В сборной Уругвая Эгурен дебютировал 13 июля 2001 года в матче Кубка Америки против Колумбии, заменив Родриго Лемоса. После этого Эгурен провёл ещё две встречи за сборную, но на протяжении нескольких лет в её состав не вызвался.
25 мая 2008 года, спустя пять лет после последнего вызова, Эгурен сыграл в товарищеской игре с командой Турции. Вызов Эгурена стал одним из первых шагов на посту нового главного тренера сборной Оскара Табареса, который сделал Эгурена игроком основы национальной команды. Участвовал в чемпионате мира 2010, где Уругвай занял четвёртое место, но отыграл только три минуты. Также является обладателем Кубка Америки 2011 года.
В последние годы Эгурен не был игроком основы «селесте». Однако его выходы на замену, как правило, укрепляли игру. Более того, Себастьян периодически забивал голы в ворота соперников именно после выхода на замену. Несмотря на свою позицию полузащитника оборонительного плана, у него на счету семь забитых голов за национальную команду.

### Тренерская карьера
В 2016 году начал тренерскую карьеру. В 2020 году возглавил в качестве главного тренера клуб Второго дивизиона Уругвая «Атенас».

## Достижения
- Чемпион Парагвая: 2012 (Клаусура)
- Чемпион Бразилии в Серии B: 2013
- Обладатель Суперкубка Швеции: 2010
- Победитель Кубка Интертото: 2007
- Обладатель Кубка Америки: 2011